# Operace Attila (1940)
Operace Attila byl plán německé okupace vichistické Francie během druhé světové války. Byl sepsán už v roce 1940 pro případ, že by se Francouzi připojili ke Spojencům nebo by hrozilo spojenecké napadení jihu Francie.

## Historie
Důležitou podmínkou úspěšné operace bylo zajetí francouzského námořnictva Německem. Původní plán nebyl nikdy proveden, ale verze operace Anton, která předpokládala zapojení italské fašistické vlády byla provedena 11. listopadu 1942 jako reakce na operaci Torch, tj. vylodění Spojenců v severní Africe.  
Pokus o zajetí francouzské flotily, „operace Lila“, selhal kvůli potopení francouzské floty v Toulonu provedené na rozkaz admirála Jeana de Labordea. Francouzi svou flotu kotvící v Toulonu zničili z obav, aby nepadla do rukou Osy. V důsledku akce se Němcům a Italům nepodařilo získat tři bitevní lodě, sedm křižníků, dvacet osm torpédoborců a dvacet ponorek. Zničení floty však překazilo i plány Charlese de Gaulle a jeho jednotek Svobodná Francie (France Libre). Takže Hitler byl nakonec s výsledkem spokojen. Francouzské loďstvo bylo zničeno.